# Melitta guichardi
Melitta guichardi là một loài ong trong họ Melittidae. Loài này được Michez miêu tả khoa học đầu tiên năm 2007.